# Конвой JW-53
Конвой JW-53 — арктический конвой времён Второй мировой войны.
JW-53 был отправлен в СССР 15 февраля 1943 года со стратегическими грузами и военной техникой из США, Канады и Великобритании из Ливерпуля. В его состав входило 28 грузовых судов. Прикрытие конвоя осуществлялось несколькими группами кораблей союзников. 27 февраля конвой JW-53 прибыл, 15 судов отправились в Мурманск, 7 — в порты Белого моря. Потерь не имел.

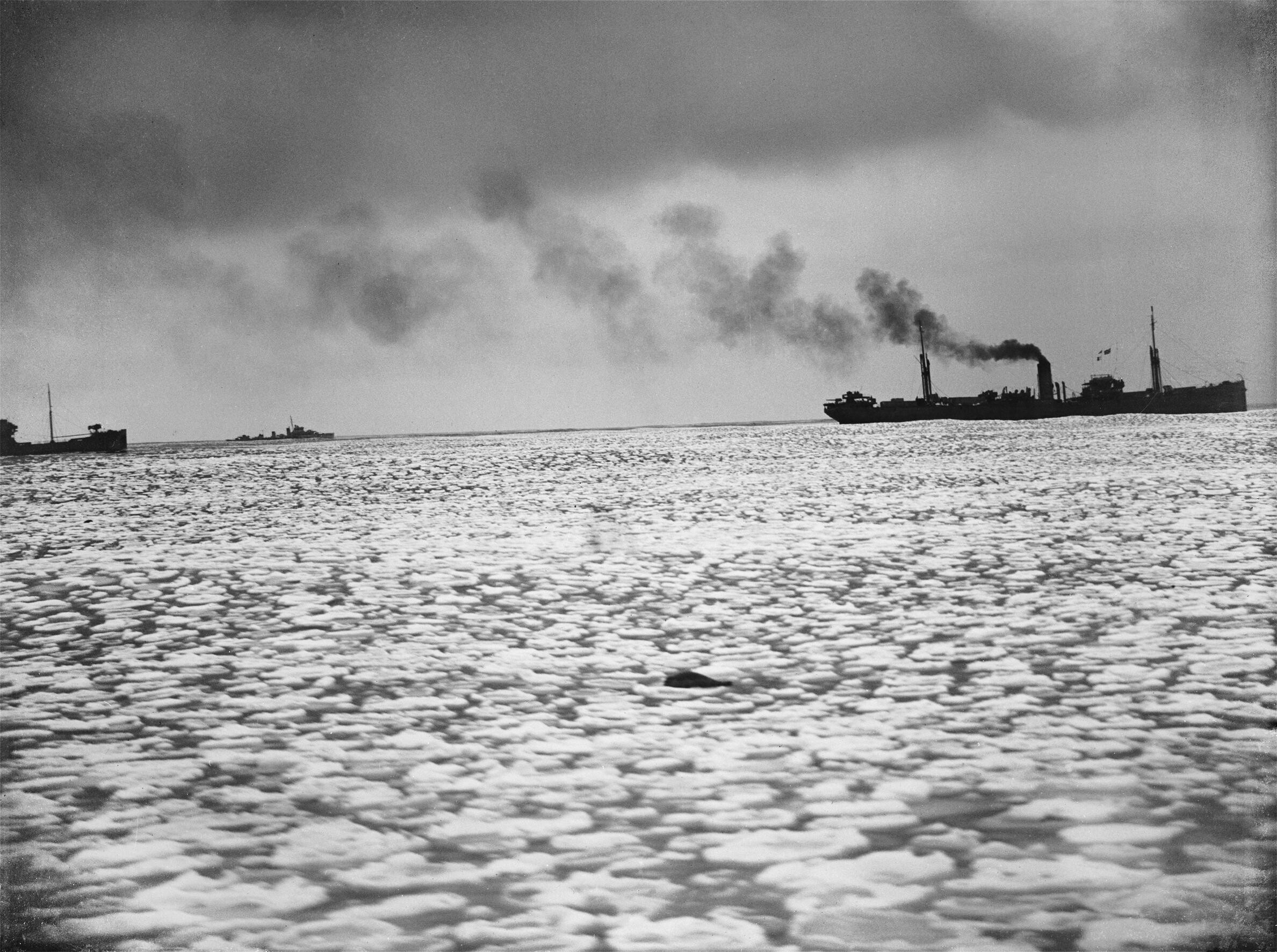
Jw53

Во время прохождения конвоя первые четыре дня пути его сопровождала штормовая погода.